# Tutti gli Zeri del mondo (programma televisivo)
Tutti gli Zeri del mondo è stato un varietà televisivo italiano andato in onda in prima serata su Rai 1 dal 21 marzo all'11 aprile 2000 per quattro puntate, ideato e condotto da Renato Zero con la partecipazione di Lucrezia Lante della Rovere e Paolo Bonacelli.

## Il programma
Un viaggio musicale fiabesco e sentimentale, accogliente e sorprendente. È un'avventura attraverso l'universo artistico del cantautore romano: un pianeta popolato da persone note o sconosciute, ma comunque unite dalla passione per la vita.
In diretta dallo Studio 1 di Mirabilandia, tutto è ambientato all'interno della zeronave, uno spettacolare vascello che vola nella fantasia, a bordo del quale si incontrano tutti i protagonisti del viaggio e che conduce i telespettatori verso gli incontri più sorprendenti.
Sostenuto dalla presenza dell'orchestra di Fonòpoli diretta dal maestro Renato Serio, l'artista canta le sue canzoni e dedica un omaggio agli ospiti musicali di ogni puntata, i quali a loro volta interpretano un suo brano.
Quest'atmosfera di mescolanza tra comuni memorie viene celebrata anche con medley che vengono dedicati ad alcuni grandi protagonisti della musica italiana scomparsi. In questo racconto si inserisce anche la danza, con coreografie che fanno da cornice ai brani musicali.
Oltre alla presenza di grandi interpreti della canzone, lo spettacolo è affidato anche a importanti nomi del teatro.
Nel vascello, animato in permanenza dalla presenza di personaggi simbolici e pittoreschi e dall'attività di stravaganti artisti di strada, c'è spazio anche per un sontuoso camerino, straripante di costumi e oggetti dell'artista. È da qui che prendono vita i momenti più intimi e raccolti dedicati agli aspetti privati del cantautore, in un continuo gioco di rimandi tra lo spettacolo e la vita.
Presenze fisse della trasmissione sono Paolo Bonacelli e Lucrezia Lante della Rovere, figure complementari e contrastanti: il primo concreto e razionale, fantasiosa la seconda. I due giocano sulla rotta da dare al viaggio e si occupano di movimentare gli imbarchi e gli sbarchi degli ospiti. Completa l'equipaggio la figura di un'irriducibile sorcina interpretata dall'attrice romana Dodi Conti.
Ci sono anche le cinque pre-sigle, di volta in volta diverse, offrono a Renato lo spunto per raccontare la realtà quotidiana. Lo si vede intorno a un tavolo da pranzo in compagnia di una famiglia che abita in periferia; nel cortile di un caseggiato popolare mentre gioca a pallone con i bambini; in un canile municipale tra i randagi; in un circolo per anziani; nel circo di Mirabilandia.
Uno spazio è poi dedicato all'incontro con i mittenti di lettere spedite al cantante, anche molti anni prima, che adesso, insieme a lui, hanno l'occasione di parlare dei momenti di vita che hanno affrontato ascoltando la sua musica: difficoltà, dolori, incertezze, vittorie. E soprattutto in ogni puntata è presente tra i viaggiatori della zeronave il protagonista di uno straordinario riscatto: persone che hanno saputo sconfiggere formidabili difficoltà dando corpo e senso alla propria esistenza.
La sigla iniziale è L’imbarco mentre quella finale del programma è Tutti gli zeri del mondo, cantata da Renato Zero in duetto con Mina ed introdotta dalla stessa cantante da una parte recitata.

## Puntate

### Brani interpretati

#### Prima puntata
| #              | Brano                                                                                   | Interprete                  | Album di provenienza                                                                                       |
| -------------- | --------------------------------------------------------------------------------------- | --------------------------- | --- |
| Sigla di testa | L'imbarco                                                                               | strumentale                 | Tutti gli Zeri del mondo (2000)                                                                            |
| 1              | Cercami                                                                                 | Renato Zero                 | Amore dopo amore (1998)                                                                                    |
| 2              | La Zeronave                                                                             | coro                        | Tutti gli Zeri del mondo (2000)                                                                            |
| 3              | Madame                                                                                  | Renato Zero                 | Trapezio (1976)                                                                                            |
| 4              | Medley: La favola mia / Una magia / Per non essere così / Mi ameresti                   | Renato Zero                 | Zerolandia (1978) / Quando non sei più di nessuno (1993) / Leoni si nasce (1984) / Amore dopo amore (1998) |
| 5              | Medley: In ginocchio da te / Non son degno di te / Se non avessi più te / Si fa sera    | Renato Zero                 | Ritratto di Gianni (1964) / Gianni 3 (1966)                                                                |
| 6              | Inventi                                                                                 | Gianni Morandi              | Invenzioni (1974)                                                                                          |
| 7              | Innamorato                                                                              | Gianni Morandi              | Come fa bene l'amore (2000)                                                                                |
| 8              | Medley: Vedrai, vedrai / Lontano, lontano                                               | Renato Zero                 | Luigi Tenco (1965) / Tenco (1966)                                                                          |
| 9              | Baratto                                                                                 | Renato Zero e Gigi Proietti | EroZero (1979)                                                                                             |
| 10             | 'O surdato 'nnamurato                                                                   | Renato Zero e Gigi Proietti | Nessuno |
| 11             | La porti un bacione a Firenze                                                           | Renato Zero e Gigi Proietti | Nessuno |
| 12             | La pace sia con te                                                                      | Renato Zero                 | Amore dopo amore (1998)                                                                                    |
| 13             | Il carrozzone                                                                           | Renato Zero                 | EroZero (1979)                                                                                             |
| 14             | Quello che non ho detto                                                                 | Renato Zero                 | Tutti gli Zeri del mondo (2000)                                                                            |
| 15             | Medley: No! Mamma, no! / Svegliati / Tu che sei mio fratello / Sogni di latta / Artisti | Renato Zero                 | No! Mamma, no! (1973) / Tregua (1980) / Invenzioni (1974) / Zerolandia (1978) / Zero (1987)                |
| 16             | Adagio                                                                                  | Lara Fabian                 | Lara Fabian (1999)                                                                                         |
| 17             | Il cielo                                                                                | Renato Zero                 | Zerofobia (1977)                                                                                           |
| Sigla di coda  | Tutti gli Zeri del mondo                                                                | Renato Zero e Mina          | Tutti gli Zeri del mondo (2000)                                                                            |

#### Seconda puntata
1. Fortuna (Renato Zero)
2. Nei giardini che nessuno sa (Renato Zero)
3. Medley (Massimo Ranieri):
  - Perdere l'amore
  - Erba di casa mia
4. Rose rosse
5. L'istrione

| #              | Brano                                                                        | Interprete                                  | Album di provenienza                                                                                         |
| -------------- | ---------------------------------------------------------------------------- | ------------------------------------------- | --- |
| Sigla di testa | L'imbarco                                                                    | strumentale                                 | Tutti gli Zeri del mondo (2000)                                                                              |
| 1              | Fortuna                                                                      | Renato Zero                                 | Tregua (1980)                                                                                                |
| 2              | Nei giardini che nessuno sa                                                  | Renato Zero                                 | L'imperfetto (1994)                                                                                          |
| 3              | Medley: Perdere l'amore / Erba di casa mia                                   | Massimo Ranieri                             | |
| 4              | Rose rosse                                                                   | Renato Zero e Massimo Ranieri               | |
| 5              | L'istrione                                                                   | Renato Zero e Massimo Ranieri               | |
| 6              | Niente trucco stasera                                                        | Renato Zero                                 | Tregua (1980)                                                                                                |
| 7              | Medley: Io uguale io / La facciata / Vagabondo cuore / Talento / Marciapiedi | Renato Zero                                 | Zerolandia (1978) / Via Tagliamento 1965/1970 (1982) / Zero (1987) / Voyeur (1989) / Artide Antartide (1981) |
| 8              | Più su                                                                       | Renato Zero                                 | Icaro (1981)                                                                                                 |
| 9              | Medley: Primavera / Io canto / A mano a mano                                 | Renato Zero                                 | |
| 10             | Margherita                                                                   | Renato Zero e Riccardo Cocciante            | |
| 11             | Amando amando                                                                | Riccardo Cocciante                          | |
| 12             | Medley: Il caos / Fantasmi / Chiedi di più / Regina / Che ti do              | Renato Zero                                 | |
| 13             | La voce mia                                                                  | Renato Zero                                 | Tutti gli Zeri del mondo (2000)                                                                              |
| 14             | Tu si 'na cosa grande                                                        | Renato Zero                                 | |
| 15             | Medley: Triangolo / Mi vendo                                                 | Renato Zero                                 | |
| 16             | My Hope Is In You                                                            | Youssou N'Dour                              | |
| 17             | È la pioggia che va / You've Got a Friend                                    | Renato Zero, Shel Shapiro e Luca Barbarossa | |
| 18             | L'impossibile vivere                                                         | Renato Zero                                 | Amore dopo amore (1998)                                                                                      |
| Sigla di coda  | Tutti gli Zeri del mondo                                                     | Renato Zero e Mina                          | Tutti gli Zeri del mondo (2000)                                                                              |

#### Terza puntata
- Il pelo sul cuore (Renato Zero)
- Figaro (Renato Zero)
- Stomp - Stomp In Loud
- Medley: Dedicato / E la luna bussò / In alto mare / Sei bellissima (Renato Zero)
- Vivo (Loredana Bertè)
- Dimmi chi dorme accanto a me (Renato Zero)
- Il mercante di stelle (Renato Zero)
- Emergenza noia (Renato Zero)
- Stand by Me / Pregherò (Paolo Bonolis e Renato Zero)
- Tu vuò fà l'americano (Paolo Bonolis e Renato Zero)

#### Quarta puntata
1. Neri (Renato Zero e Mina)
2. Tutti gli Zeri del mondo (Renato Zero)
3. Medley (Renato Zero): 
  - Adesso tu
  - Se bastasse una canzone
  - Stella gemella
  - Cose della vita
4. Il cielo (Eros Ramazzotti)
5. Amico (Renato Zero)
6. Anche per te (Renato Zero)
7. Medley (Renato Zero): 
  - Rose
  - Resisti
  - Voyeur
  - Manichini
8. In Time (Miriam Makeba)
9. Le mie donne (Renato Zero)
10. Cercami (Renato Zero)
11. Spalle al muro (Renato Zero)
12. Si sta facendo notte (Renato Zero)
13. Piano inclinato (Mariella Nava con Renato Zero)
14. Felici e perdenti (Renato Zero)
15. Fantasia (Renato Zero)
16. Give Me You (Mary J. Blige)
17. Medley (Renato Zero): 
  - Amore sì, amore no
  - Baratto
  - Profumi, balocchi e maritozzi
  - Sbattiamoci
  - Amore al verde
  - Fiori d'arancio
18. Mi vendo (Renato Zero)
19. La Zeronave (coro)
20. I migliori anni della nostra vita (Renato Zero)

### Ascolti
| Puntata   | Messa in onda          | Ospiti | Ascolti        | Ascolti | Ascolti |
| Puntata   | Messa in onda          | Ospiti | Telespettatori | Share   | Fonte   |
| --------- | ---------------------- | --- | -------------- | ------- | ------- |
| 1         | Martedì 21 Marzo 2000  | Gianni Morandi, Gigi Proietti, Kataklò, Jury Chechi, Lara Fabian                                                                                             | 6 230 000      | 24,18%  | [ 1 ]   |
| 2         | Martedì 28 Marzo 2000  | Massimo Ranieri, Riccardo Cocciante, Youssou N'Dour, Shel Shapiro, Luca Barbarossa, Ricky Portera, Alberto Radius, Marco Manosso, David Sommer, Leo Gullotta | 5 971 000      | 21,99%  | [ 2 ]   |
| 3         | Martedì 04 Aprile 2000 | Paolo Bonolis, Loredana Bertè, Stomp, Peppino Di Capri, Carmen Consoli, Bryan Ferry                                                                          | 5 224 000      | 19,75%  | [ 3 ]   |
| 4         | Martedì 11 Aprile 2000 | Peppe Barra, Mary J. Blige, Claudio Guidetti, Daniel Ezralow, Miriam Makeba, Mariella Nava, Eros Ramazzotti                                                  | 4 977 000      | 20,09%  | [ 4 ]   |
| Media     | Media                  | Media | 5 600 000      | 21,50%  |         |
| Il Meglio | Giovedì 22 Giugno 2000 | Gianni Morandi, Massimo Ranieri, Riccardo Cocciante, Eros Ramazzotti, Loredana Bertè                                                                         | 3 143 000      | 15,14%  | [ 5 ]   |